# Тарабрін Олександр Георгійович
Тарабрін  Олександр Георгійович (24 квітня 1985) — казахський плавець.
Учасник Олімпійських Ігор 2012 року.